# Megistobunus longipes
Megistobunus longipes is een hooiwagen uit de familie echte hooiwagens (Phalangiidae).